# Уилшо, Деннис
Де́ннис Джеймс Уи́лшо (11 марта 1926 года — 10 мая 2004 года) — английский футболист, нападающий. Участник чемпионата мира 1954.

## Карьера игрока
Нападающий начал карьеру в клубе «Вулверхэмптон Уондерерс» в 1944 году. В 1946 году был отдан в аренду футбольному клубу «Уолсолл» из Третьего дивизиона Футбольной лиги. В первом же сезоне нападающий стал лучшим бомбардиром клуба с 18 мячами, а «Уолсолл» занял пятое место в своей зоне Третьего дивизиона. В 1948 году Уилшо начал играть за «Вулверхэмптон» в Первом дивизионе. В сезоне 1948/49 забил 10 голов в 11 матчах, но в финале Кубка Англии 1949 года так и не сыграл. Лучшим в составе «волков» для него стал сезон 1953/54, когда его клуб впервые стал чемпионом Англии. Деннис стал лучшим бомбардиром клуба, забив 25 мячей в чемпионате и 1 — в Кубке Англии. В 1957 году Деннис Уилшо перешёл в «Сток Сити» за 10 тысяч фунтов. Во Втором дивизионе он играл регулярно, в сезоне 1958/1959 стал лучшим бомбардиром клуба с 18 мячами (15 в чемпионате и 3 — в Кубке). В 1961 году футболист завершил карьеру.

## Сборная Англии
В 1949 году нападающий сыграл один матч за вторую сборную Англии. 10 октября 1953 года Деннис сыграл первый матч за сборную Англии против Уэльса. Англия победила со счётом 4:1, а Уилшозабил два мяча. На чемпионате мира 1954 года Деннис сыграл два матча и забил в матче против Швейцарии. Нападающий выступал за сборную на трёх домашних чемпионатах Великобритании, в которых его сборная одержала победу. Лучшим его матчем на этих турнирах стала игра против Шотландии 2 апреля 1955 года. Англия выиграла со счётом 7:2, Деннис забил 4 мяча.

## Достижения
- Чемпион Англии: 1953/1954
- Обладатель Суперкубка Англии: 1954
- Победитель Домашнего чемпионата Великобритании: 1955, 1956, 1957

## Жизнь после карьеры игрока
После завершения карьеры Деннис работал скаутом в «Сток Сити» и тренером. Деннис Уилшо умер от инфаркта миокарда 10 мая 2004 года.